# 莫特吉诺 (克拉斯诺亚尔斯克边疆区)
莫特吉诺（羅馬化：Motygino）是俄罗斯克拉斯诺亚尔斯克边疆区的市级镇、莫特吉诺区行政中心，地处克拉斯诺亚尔斯克边疆区南部，在边疆区首府克拉斯诺亚尔斯克东北方。该地位于叶尼塞河支流安加拉河右岸，一条小河雷布纳亚河（Рыбная）也在该地注入安加拉河。
该地2021年人口有4,944人；2010年人口5,902；2002年人口6,730；1989年人口7,985。